# The Sign of Victory
The Sign of Victory debitantski je i jedini studijski album sastava njemačkog kršćanskog metal sastava Creed. Objavila ga je 1990. diskografska kuća Pure Metal Records.

## O skladbama
Pjesma "In the Dark" pojavljuje se na split albumu Just Be Sure It's Pure iz 1990. godine. Skladba Meet Again nalazi se na kompilaciji A Tribute to the Past grupe Treasure Seeker iz 1998. godine i na kompilaciji raznih izvođača (CCM Hard Rock) Heavenly Metal Ballads iz 1993. (Pila Records). Kompilacija Heavenly Metal Ballads sadrži još jednu Creedovu skladbu, Broken Heart.

## Popis pjesama
| 1.    | »Sign of Victory«       | 4:05 |
| 2.    | »Taken by Storm«        | 4:22 |
| 3.    | »Meet Again (Farewell)« | 4:39 |
| 4.    | »Broken Heart«          | 4:27 |
| 5.    | »Child«                 | 0:38 |
| 6.    | »Prayer of Praise«      | 3:02 |
| 7.    | »Tonite«                | 3:59 |
| 8.    | »Break the Chainz«      | 4:18 |
| 9.    | »Forever on Fire«       | 4:04 |
| 10.   | »In the Dark«           | 3:54 |
| 37:28 |                         |      |

## Osoblje
| Creed - Tichy Casni – bas-gitara - Udo Libutzky – gitara - Jessy Baron – vokali | Dodatni glazbenici - Stefan Schütz – bubnjevi - N. Barratt – gitaristički solo (na pjesmi "Broken Heart"), produkcija Ostalo osoblje - Olaf Ritter – inženjer zvuka, miksanje - Manfred Lohse – miksanje |